# Уголовные стереотипы об афроамериканцах
Криминальный стереотип об афроамериканцах в Соединённых Штатах Америки — этнический стереотип, согласно которому афроамериканцы, в частности афроамериканские мужчины, являются опасными преступниками. Происхождение этого стереотипа связано с тем, что они, как группа населения, представлены в большем количестве среди арестованных за совершение преступлений. Согласно официальной статистике ФБР, в 2015 году 51,1 % людей, арестованных за убийство, были афроамериканцами, хотя афроамериканцы составляют лишь 13,4 % от общей численности населения США. Фигура афроамериканца, как преступника, часто появлялась в Американской популярной культуре, продолжая укреплять этот образ в коллективном бессознательном.
Специалисты, такие как общественный защитник Джеймс Уильямс и социолог Бекки Петитт, выступающие за освобождение людей из-под стражи в Соединённых Штатах считают, что обращение с афроамериканцами со стороны правоохранительных органов является «повсеместно распространённым бедствием в системе современного уголовного правосудия» и что прогресс в улучшении жизни афроамериканцев — это миф, поскольку анализ не учитывает афроамериканцев, заключённых в тюрьму.

## Статистика
По оценкам профессора и заведующего кафедрой социологии в Нью-Йоркском университете Патрика Шарки и профессора социологии в университете штата Висконсин Майкла Фридсона, снижение количества убийств привело к увеличению средней продолжительности жизни афроамериканских мужчин на 0,8 года (то есть на 9-10 месяцев) и уменьшило число их потенциальных смертей (в сумме эти месяцы составили дополнительные 1156 года жизни на каждые 100 000 афроамериканских мужчин, а это означает, что в среднем каждый из 100 000 афроамериканцев увеличил свою продолжительность жизни на какой-то период времени). В 1999 году аресты афроамериканцев составляли 49 % от общего числа арестов, хотя афроамериканцы были представителями лишь 13 % населения страны. Почти каждый третий (32 %) чернокожий мужчина в возрасте от 20 до 29 лет сегодня находится под какой-либо определённой формой коррекционного контроля: лишения свободы, испытательного срока или условно-досрочного освобождения. По состоянию на 1995 год каждый четырнадцатый взрослый чернокожий мужчина находился в тюрьме, что в два раза больше, чем в 1985 году. Кроме того, чернокожий мужчина, родившийся в 1991 году, с вероятностью 29 % попадёт в тюрьму в какой-либо период своей жизни. Исследование показало расовое неравенство, согласно которому в 1979 году 80 % заключённых составляли афроамериканцы, но другое исследование профессора уголовного права и политики в университете штата Миннесота Майкла Тонри и Мэтью Мелевски показало, что этот показатель снизился до 61 % к 2008 году.

### Лишение свободы за преступления, связанные с наркотиками
Что касается преступлений, связанных с наркотиками, то с 1965 года до начала 1980-х годов афроамериканцы арестовывались примерно в два раза чаще, чем белые. Однако, вместе с войной с наркотиками в 1970-х годах число арестов афроамериканцев резко возросло, а число арестов белых увеличилось лишь незначительно. К концу 1980-х годов афроамериканцев арестовывали в пять раз чаще, чем белых, за преступления, связанные с наркотиками. В 1993 году криминалист Альфред Блюмштейн утверждал, что поскольку данные национального самоотчёта показали, что потребление наркотиков на самом деле снижается как среди афроамериканцев, так и среди белых, весьма маловероятно, что эти расовые различия в показателях ареста представляют собой реальные модели употребления наркотиков. Вместо этого криминальная статистика показывает, что цель правительства — показать конкретные виды употребления и оборота наркотиков. Существующий стереотип «чёрный наркоман» обычно ассоциируется с молодыми неграми, хотя исследования 2011 года выявило, что молодые афроамериканцы реже употребляли нелегальные наркотики, чем другие расовые группы в США. Согласно американской писательнице, защитнице гражданских прав человека Мишель Александр, несоразмерно массовое заключение афроамериканцев за преступления, связанные с наркотиками, вызвано расовыми предрассудками в системе уголовного правосудия. Это явление называют «Новый Джим Кроу» по одноимённой книге писательницы. Мишель Александр утверждает, что расовые предубеждения и стереотипы — это прямой результат работы СМИ, насыщенных изображениями чёрных преступников. Благодаря СМИ появилось явное и предсказуемое различие между чернокожими и белыми при столкновении с правоохранительными органами.

### Тюремный срок для женщин
По данным Бюро судебной статистики, число женщин в государственных тюрьмах увеличилось на 75 % в период с 1986 по 1991 год. Для чернокожих неиспаноязычных женщин число заключений за преступления, связанные с наркотиками, возросло на 828 %, что выше, чем в любой другой группе людей. С 1985 по 1997 год доля белых женщин в СИЗО и тюрьмах возросла с 27 до 76 на 100 000 человек. Однако, доля чернокожих женщин возросла с 183 до 491 на 100 000 человек (Бюро судебной статистики, 2000). По словам профессора по изучению африканской и афро-американской литературы университета Дьюка Вахнимо Лубиано, в средствах массовой информации осуждённые афроамериканские женщины изображаются как «королевы государственных пособий», несущие ответственность за торговлю наркотиками. Эти женщины обвиняются в создании нового поколения потребителей наркотиков. Некоторые даже переименовали фразу «Война с наркотиками» в «Война с чернокожими женщинами».

### Статистика и заявления
Некоторые ученые утверждают, что официальные статистические данные об арестах не в полной мере отражают фактическое преступное поведение, поскольку преступный имидж, которым обладают афроамериканцы, влияет на решения о произведении арестов. В частности, поскольку стереотип афроамериканцев широко распространен и внедрен в общество, полицейские неосознанно считают, что афроамериканцы опасны и, следовательно, с большей вероятностью арестовывают их.
Статистика заявлений о совершении преступления использовалась, чтобы опровергнуть критику, согласно которой официальная статистика арестов является предвзятой. Многие исследования показали, что нет практически никаких различий между самостоятельно предоставленными сведениями среди несовершеннолетних различных расовых и этнических групп, с заявлениями некоторых ученых, предполагающих, что институциональный или системный расизм в системе уголовного правосудия является причиной непропорционально высокого уровня арестов афроамериканцев. Тем не менее, американский криминолог Майкл Хинделанг обнаружил, что чернокожие мужчины реже всего сообщают в полицию о преступлениях, совершенных против них, при этом 33 % от общего числа преступлений и 57 % серьезных преступлений, о которых известно полиции, не являются самостоятельными заявлениями от потерпевших афроамериканских мужчин. Предполагается некоторая осторожность в выводах о том, что статистические данные о преступлениях точно отражают фактический уровень преступного поведения.

## История
Криминализация чернокожих мужчин в США имеет долгую историю, которая включает в себя как юридические, так и неформальные социальные законы, которые могут привести к смерти во время задержания или лишению свободы. Три социально-исторические угрозы чернокожим мужчинам говорят о принципах расового сознания, главенстве разделения людей на расы и обыденности расизма. Во-первых, тюремная система создала новую форму порабощения через систему аренды осужденных. Это включало арест многих недавно освобожденных мужчин и женщин за незначительные нарушения и наказание их огромными штрафами, длительными тюремными сроками и работой на бывших рабских плантациях.
Второй угрозой для чернокожих мужчин были социально разрешенные линчевания. Линчевания систематически использовались для запугивания и контроля черного сообщества, а также для позиционирования черных как социальной проблемы. Они также были примером, когда смерть чернокожих мужчин считалась «оправданным убийством». Из более чем 4000 человек, подвергшихся линчеванию в период с 1881 по 1968 год, более 70 % были чернокожими мужчинами. Их смерти, которые произошли в результате сожжения, расстрела, повешения, кастрации и/или пыток, часто являлись частью публичных мероприятий и документировались десятками фотографий, из которых даже делали открытки. В большинстве случаев никто не был привлечен к ответственности за эти смерти.
Во времена эры пост-гражданских прав, эры расового дальтонизма и эры Обамы третья угроза позволяет полицейским использовать законные полномочия для регулирования передвижения чернокожих мужчин посредством остановок, задержаний и обыска, а также политики «нулевой терпимости». Эта предполагаемая политика создает правовые ловушки, которые постоянно вовлекают чернокожих мужчин в систему уголовного правосудия. Существует множество судебных дел, поддерживающих действия и методы полицейских. В некоторых из этих случаев полиция наделена законными полномочиями задерживать, допрашивать, преследовать и арестовывать лиц без вероятной причины или наличия подозрительного поведения даже при незначительных нарушениях правил дорожного движения. Эти случаи демонстрируют, как поведение полицейских в США юридически структурировано для создания институциональных ловушек, которые часто несоразмерно с представителями других рас направлены на чернокожих мужчин и затрагивают их права. Они также поднимают вопрос о нарушениях гражданских прав и прямых расовых предрассудках.
По мнению некоторых ученых, стереотип афроамериканских мужчин как преступников впервые был создан как инструмент для «дисциплины» и контроля над рабами во времена рабства в Соединенных Штатах. Например, автор статьи «Борьба чернокожих женщин с расизмом и гендерной идеологией, 1892—1920» Ами Барнард утверждает, что из-за страха перед беглыми рабами, устроившими восстание, рабовладельцы стремились распространить стереотип, что афроамериканские мужчины являются опасными преступниками, которые изнасилуют «невинных» и «чистых» белых женщин, если у них будет возможность. Закон, введенный в Пенсильвании в 1700 году, иллюстрирует страх перед опасным афроамериканским мужчиной в рабовладельческом обществе — он обязывал кастрировать или наказать до смерти чернокожего человека, если он попытается изнасиловать белую женщину.
Социолог, профессор и декан Высшей педагогической школы города Беркли, штат Калифорния, Пруденс Л. Картер и соавторы ее статьи утверждают, что этот стереотип способствовал линчеванию в Соединенных Штатах, которому в основном подвергались афроамериканские мужчины на юге страны. Ида Б. Уэллс, известная активистка по борьбе с линчеванием, опубликовала брошюру под названием «Ужасы юга: закон о линчевании во всех его стадиях» от 1892 до 1920 годов, сообщая, вопреки всеобщему представлению, что менее 30 % зарегистрированных случаев линчевания связаны с обвинением в изнасиловании, хотя считается, что линчевания произошли из-за надругательств или сексуальных нападений афроамериканских мужчин на белых женщин. Она также выступила с передовой статьей, в которой предполагалось, что большинство сексуальных связей между чернокожими и белыми женщинами были согласованными и тайными. Криминальный стереотип афроамериканцев как потенциальных насильников в то время также проиллюстрирован в эпическом фильме 1915 года «Рождение нации».
Однако, по словам директора проекта о вынесении приговоров, выступающего за реформу уголовного правосудия и решение проблем расового неравенства в системе правосудия США Марка Мауэра, хотя афроамериканцы неизменно стереотипируются как «биологически неполноценные» индивиды, имеющие общую склонность к совершению преступлений, изображение афроамериканцев как преступников стало более угрожающим только в 1970-х и начале 1980-х годов — с развитием стереотипа о них от «мелких воришек» до «зловещих преступных хищников. В конце 1990-х профессор Департамента уголовного правосудия государственного университета города Фейетвилл, штат Северная Каролина, Мелисса Хикман Барлоу утверждала, что восприятие афроамериканских мужчин как преступников настолько укоренилось в обществе, что „говорить о преступности — это говорить о расе“. Разница широко варьируется в зависимости от штата и региона.

## Восприятие
Американский социолог, профессор права и директор Центра изучения расы и расовых отношений при юридическом факультете Университета Флориды Кэтрин Рассел-Браун в своей книге „Цвет преступления: расовые мистификации, белый страх, черный протекционизм, преследование со стороны полиции и другие макроагрессии“ (1998) отсылается к стереотипу „криминальный чернокожий“, поскольку в Американской культуре люди ассоциируют молодых чернокожих с преступностью. Она пишет, что черный мужчина изображен как „символический грабитель всего хорошего“. Рассел-Браун относится к „чернокожему преступнику“ как к мифу и указывает, что стереотип способствует „расовым обманам“. Она определяет расовый обман как ситуацию, „когда кто-то фабрикует преступление и обвиняет в его совершении другого из-за его расы или, когда фактическое преступление было совершено, а преступник ложно обвиняет другого из-за его расы“.
Более того, согласно Гугенбергу и Боденхаузену и их книге „Двусмысленность социальной классификации: роль предрассудков и лицевого аффекта в расовой классификации“, люди воспринимают черные лица злыми чаще, чем белые лица. Кроме того, сердитые лица чаще всего относятся к черным, а не к белым людям. Даже то, что носят люди, может определить, к какой расе они относятся.

### Закрепление негативных образов масскультурой
Линда Г. Такер в своей книге „Лок-степ и Танцы: образы чернокожих мужчин в народной культуре“ (2007) утверждает, что изображение в популярной культуре криминальных афроамериканских мужчин помогает увековечить их образ. Она пишет, что описание преступности консервативными политиками во время горячих кампаний используется в качестве метафоры для расы: они трансформируют страхи перед расой в страхи перед преступностью. Например, республиканские противники Майкла Стэнли Дукакиса (губернатор штата Массачусетс, кандидат в президенты США от демократов в 1988 году) использовали случай Вилли Хортона, чтобы атаковать позицию демократа по поддержанию правопорядка в стране, демонстрируя, что избиратели будут в большей безопасности, если их возглавят республиканцы. Линда Г. Такер говорит, что такие политики использовали Хортона как коллективный символ афроамериканской мужской преступности. Некоторые утверждают, что республиканцы, использовали пугающую внешность Вилли Хортона, которая вызывала страх у белых американцев. Смысл был ясен: афроамериканцы жестоки и не должны подвергаться тюремным отпускам или реабилитации. Это способствовало победе республиканца Джорджа Буша-старшего.
Преступный образ афроамериканца часто появляется в контексте легкой атлетики и спорта. Артур А. Рене и Дженнингс Брайант обсуждают это в „Справочнике спорта и масс-медиа“ (2006). Они цитируют книгу „За аплодисментами: Раса как спектакль в студенческом спорте“ (2001), написанную К. Ричардом Кингом и Чарльзом Фрулингом Спрингвудом, в которой рассматривается связь между расой, преступностью и спортом. Они изучают способы, которыми „преступность ставит нестираемую отметину на афроамериканском спортсмене“. Рейни и Брайант говорят, что освещение СМИ и реакция на обвинения спортсменов в преступлениях различались в зависимости от их расы.
Профессор германских языков на факультете германистики в Техасском университете города Остин, автор многочисленных книг и статей о спорте, его связи с расой и проблеме допинга Джон Милтон Хоберман в книге „Атлеты Дарвина: как спорт нанес ущерб чернокожим людям Америки и поддержал расовый миф“ (1997) обвиняет индустрию развлечений и рекламы в пропаганде негативных стереотипов, а именно в „объединении спортсмена, гангстерского рэпера и преступника“ в единый образ чернокожего мужчины…, в доминирующий образ черной маскулинности в США и во всем мире», что нанесло ущерб расовой интеграции.
Ряд исследований показал, что в новостях чернокожие американцы систематически изображаются как преступники, а белые — как жертвы преступления. Например, исследование показало, что в новостных программах, транслируемых в округе штата Лос-Анджелес, чернокожие были чрезмерно представлены как исполнители преступлений и недостаточно представлены как жертвы преступлений по сравнению с фактической статистикой преступности. Это резко контрастирует с тем, что по сравнению с фактической статистикой преступности белые оказались недостаточно представлены в качестве преступников и чрезмерно представлены в качестве жертв преступлений в телевизионных новостях.
Средства массовой информации рассматриваются как источник социального обучения, который, по сути, учит, укрепляет и развивает определенные идеи о чернокожих людях. Исследование, в котором анализировались новостные репортажи «Нью-Йорк таймс», «Вашингтон пост», «Уолл-стрит джорнал» и «USA Today», посвященные воздействию урагана «Катрина», показало, что в 80 % случаев эвакуированные чернокожие люди изображались на фотографиях вместе со словом «мародерство» упомянутым в подписи, намекая, что эвакуированные чернокожие были преступниками.
Профессор в области СМИ государственного университета штата Луизиана Меган Сандерс в статье «Включение и исключение категорий в восприятии афроамериканцев: использование стереотипной информационной модели для изучения восприятия групп и отдельных лиц» показала, что афроамериканцы на телевидении и в кино скорее всего будут играть роли, связанные с криминальными, спортивными и развлекательными историями, чем роли, в которых они вносят ценный вклад в нацию. Примечательно, что это упущение позитивных черт у афроамериканцев на телевидении сильно влияет на зрителей. Сандерс называет это «формированием стереотипа путем бездействия». Очень часто афроамериканцы изображаются как опасные и жестокие члены банды, преступники и торговцы наркотиками.

### Убийства чернокожих мужчин полицейскими
Кеон Л. Гилберт и Рашавн Рэй в статье «Почему полиция безнаказанно убивает чернокожих мужчин: применение критического анализа в сфере общественного здравоохранения для рассмотрения определяющих факторов поведения полицейских и „обоснованного“ убийства в целях самообороны в США» рассматривают тенденции смертности по расам и социальному статусу в период с 1960 по 2010 год. Согласно этим тенденциям чернокожие мирные жители с высоким доходом могут быть убиты полицейскими так же часто, как и чернокожие с низким доходом. Вместе с этим было установлено, что чернокожие полицейские с большей вероятностью убивают чернокожих мирных жителей, чем белые полицейские, потому что работники полиции, как правило, привлекаются из сообществ, с которыми они сами и будут работать.

## Последствия
Есть свидетельство того, что американское общество усвоило преступный стереотип афроамериканцев. Например, в экспериментах, где афроамериканцы и белые люди совершают одно и то же действие, респонденты сообщают, что черная фигура является более угрожающей, чем белая фигура. Аналогично, в опросах, в которых говорится о страхе перед незнакомцами в гипотетических ситуациях, респонденты больше боятся стать жертвами черных незнакомцев, чем белых незнакомцев.
Более того, в инсценированных судебных процессах белокожие люди приписывают афроамериканским подозреваемым больше вины, чем белым подозреваемым, обвиненных в тех же преступлениях. Они также дали афроамериканским подозреваемым более суровое наказание.
В другом исследовании было установлено, что белокожие американцы преувеличивают различия между показателями некоторых преступлений, совершенных белокожими и чернокожими людьми. Трэвис Диксон (специалист по медиа-исследованиям и профессор в области массовой коммуникации в Университете штата Иллинойс) заявляет, что интенсивный просмотр телепередач увеличивает вероятность чрезмерной представленности чернокожих как преступников при вынесении суждений о расовой принадлежности и преступлении. Кроме того, подверженность чрезмерной представленности чернокожих как преступников была положительно связана с восприятием чернокожих как буйных и жестоких. Исследование, проведенное в 2012 году, показало, что белые американцы переоценили процент краж, незаконных продаж наркотиков и преступлений против несовершеннолетних, совершенных чернокожими, на 6,6 — 9,5 процентных пункта.
Есть также некоторые исследования, предполагающие, что черные также переняли и усвоили уголовный стереотип о себе. Согласно исследованию, 82 % чернокожих считают, что белые воспринимают их как жестоких людей. Афроамериканцы также чаще, чем белые, думают, что расовое профилирование широко распространено, и считают, что полиция обращается с ними несправедливо, как в целом, так и в реальных случаях уголовного правосудия.

### Последствия в системе правосудия
Многие психологи утверждают, что культурный стереотип черной преступности может оказывать бессознательное, но существенное влияние на то, как «люди воспринимают людей, обрабатывают информацию и формируют суждения». Например, уголовный стереотип афроамериканцев может способствовать тому, что чернокожие непропорционально чаще, чем белые, становятся жертвами полиции в качестве подозреваемых, их чаще допрашивают и неправомерно осуждают. Стереотип преступного афроамериканца также связан с расовым профилированием.
Кроме того, в отчете Комиссии по вынесению приговоров США указывалось, что судебные приговоры для чернокожих мужчин были в среднем на 19,5 % длиннее приговоров белокожих мужчин в период с декабря 2007 года по сентябрь 2011 года. Хотя в докладе не приписывается расизм к разнице в решениях о вынесении приговора, в отчете написано, что судьи «принимают решения о вынесении приговора, основываясь на многих законных соображениях, которые не измеряются или не могут быть измерены». В другом аналогичном исследовании, посвященном 58 000 федеральным уголовным делам, был сделан вывод о том, что тюремное заключение афроамериканцев было почти на 60 % длиннее, чем белых американцев, в то время как темнокожие мужчины в среднем более чем в два раза чаще получали обязательный минимальный срок, чем белые люди, даже после приема во внимание вида правонарушения, возраста и места происшествия. Хотя некоторые ученые говорят, что это несоответствие связано с тем, что обвиняемые являются повторными правонарушителями, другие утверждают, что это частично связано с тем, что прокуроры предъявляют излишне завышенные требования при обвинениях афроамериканцев, в отличие от белых обвиняемых. Чтобы поддержать последнее утверждение, во время инсценированных судебных процессов, в которых происходит манипуляция расой обвиняемого, было установлено, что респонденты дают обвиняемым афроамериканцам более суровые суждения о вине и наказании, чем белым обвиняемым в идентичных случаях. Также доктор Франклин Гилиам (декан факультета аспирантуры по связям с общественностью и госслужбе в калифорнийском университете Лос-Анджелеса) предположил, что именно воздействие на афроамериканцев, а не подозреваемых белых, привело к усилению поддержки смертной казни и закона трёх ошибок.
Преподаватель бруклинской школы права Джозеф Рэнд также предполагает, что во время судебного разбирательства с участием белых присяжных, чернокожие свидетели с большей вероятностью получают меньше доверия. Для уточнения, поскольку чернокожие свидетели знают о стереотипе, относящем их к преступникам, они более мотивированы контролировать свое поведение, чтобы противостоять стереотипам и казаться правдивыми. Однако из-за того, что они так стараются казаться заслуживающими доверия, они кажутся более тревожными и неестественными, и поэтому заслуживающими меньше доверия присяжным заседателям.

### Социальные последствия
Профессор кафедры социологии в Северо-Западном университете США, штат Иллинойс Куиллиан Линкольн и профессор социологии и госполитики в Гарвардском университете Пейджер Девах в своей статье утверждают, что стереотип об афроамериканских мужчинах-преступниках может объяснить растущую расовую сегрегацию в Соединенных Штатах. В частности, они обнаружили, что процент молодых чернокожих мужчин по соседству влияет на восприятие опрошенными уровня преступности в их районе, даже после того, как они узнают реальные показатели уровня преступности. Это может объяснить, почему другие расы избегают районы с большим количеством чернокожих, поскольку такие места считаются опасными.
Другое исследование показало, что благодаря стереотипу «чернокожего преступника» среди опрошенных, видевших фотографии чернокожих, грабящих дома после урагана «Катрина», у большинства респондентов сократилась поддержка афроамериканцев, нуждающихся в эвакуации. При этом в отношении белых американцев, нуждающихся в эвакуации, такого эффекта не наблюдалось.
Доктор наук и доцент кафедры развития здравоохранения и поведенческих наук в Луисвиллском университете Кентукки Джелани Керр, Питер Шафер, Армон Перри, Джулия Оркин, Максин Вэнс и социолог-эпидемиолог Патрисия О’Кампо в книге «Влияние расовой дискриминации на личные отношение отцов и детей среди афроамериканцев» упоминают, что афроамериканцы имеют более низкий коэффициент брачности и более низкое качество отношений по сравнению с белыми американцами. Социально-экономические факторы, подверженность расовой дискриминации, финансовый кризис связали с общим положением семей и качеством личных отношений для афроамериканских отцов. Помимо всего этого, с расовой дискриминацией также было связано образование и отношение к семейным ценностям.

### Последствия для здоровья
Афроамериканские мужчины, имеющие половые контакты с мужчинами и женщинами, относятся к числу людей, сильно пострадавших от ВИЧ в Соединенных Штатах, и те из них, кто имеет историю тюремного заключения, имеют еще больший риск заражения (а также люди, находящиеся с ними в интимных отношениях). Как заявляют Мария Р. Хан, Набила Эль-Бассель, Кэрол Э. Голин, Джой Д. Шейделл, Адаора А. Адмимора, Эшли М. Коатсворт, Хуэй Ху, Селена Джадон-Монах, Кэти П. Медиан и Дэвид А. Воль в статье «Прочные партнерские отношения заключенных афроамериканских мужчин: последствия для риска и профилактики передачи ВИЧ-инфекции половым путем» — заболеваемость ВИЧ среди афроамериканских мужчин в семь раз выше, чем среди белых мужчин, и в два раза выше, чем среди латиноамериканских мужчин.

## Ситуация в других странах
Криминальный стереотип о чернокожих людях не ограничивается только Соединенными Штатами. Исследование, проведенное среди канадцев, показало, что, по их мнению, чернокожие канадцы чаще совершают преступления, причем почти половина респондентов считают, что они совершают даже больше преступлений, чем другие расовые группы в Канаде. Рабочая группа экспертов по правам человека из Организации Объединенных Наций также выразила обеспокоенность тем, что в канадской системе правосудия широко распространен антиафриканский системный расизм, особенно при необоснованном использовании расового профилирования.
Профессор антропологии, директор наблюдательного совета по вопросам правосудия в Латинской Америке Жон Мутеба Рахир утверждает, что в популярном и широко распространенном журнале Vistazo с конца 1950-х годов афроэквадорцы неизменно представлялись как опасные преступники. Он также утверждает, что, когда раса упоминалась в криминальных новостях ежедневных газет Эквадора, преступник всегда был чернокожим, а жертва — не чернокожим.